# Qu Xixian
Qu Xixian (født 23. september 1919 i Shanghai, Kina - død 19. marts 2008) var en kinesisk komponist, pianist, lærer og administrator.
Xixian studerede klaver og komposition på Shanghai National Conservatory of Music (1940-1948). Hun har skrevet orkesterværker, kormusik, operaer, sange og filmmusik. Xixian underviste som lærer harmonilærer i komposition på Beijing Opera Arts College. Hun var inspireret af Ding Shande i sine kompositioner, og af vestlig moderne tysk klassisk musik såsom f.eks. Paul Hindemiths musik. Xixian var også administrator af det Kinesiske Musiker Forbund i en lang årrække. Hun er mest kendt for sine korværker.

## Udvalgte værker
- Pastorale (1954) - for kor
- Kantate "For den røde hærs base" (1958) - for kor
- "Vi og Dig" (1987) - for børnekor
- "Sangen om ungdommen" (1959) - filmmusik